# Uromyces ciceris-arietini
Uromyces ciceris-arietini är en svampart som först beskrevs av Grognot, och fick sitt nu gällande namn av Jacz. & G. Boyer 1894. Uromyces ciceris-arietini ingår i släktet Uromyces och familjen Pucciniaceae.   Inga underarter finns listade i Catalogue of Life.